# Tărcăița, Bihor
Tărcăița este un sat în comuna Tărcaia din județul Bihor, Crișana, România. Biserica de lemn de aici, cu hramul  "Pogorârea Sf. Duh" este monument istoric.